# Frederico Moreno
Frederico Moreno (26 de agosto de 1982) é um actor português.

## Currículo
- Participação especial, em Conta-me como foi, RTP 2008
- Elenco principal, Várias Personagens em Quadrado das Bermudas, SIC 2005
- Participação especial, Fausto Bruno em Inspector Max, TVI 2005
- Participação especial, Luís Miguel em Uma Aventura, SIC 2004
- Elenco principal, Rui Correia Marques em Anjo Selvagem, TVI 2001-2002
- Elenco principal, Várias Personagens em Fenómeno, RTP 2001
- Participação especial, em Sociedade Anónima, RTP 2001
- Elenco adicional, Fred em Super Pai, TVI 2000-2001
- Elenco principal, Várias Personagens em Zapping, RTP 2000
- Participação especial, Drogado em Ajuste de Contas, RTP 2000